# Травневое (Жмеринский район)
Травневое (укр. Травневе) — посёлок, входит в Жмеринский район Винницкой области Украины.
Население по переписи 2001 года составляло 114 человек. Почтовый индекс — 23160. Телефонный код — 04332. Занимает площадь 0,42 км². Код КОАТУУ — 521085806.

## Местный совет
23160, Вінницька обл., Жмеринський р-н, с. Станіславчик, вул. Леніна